# Dyurtyuli
Dyurtyuli (russo: Дюртюли) é uma cidade localizada na república de Bashkortostan, Rússia. Está situada na margem esquerda do rio Belaya, a 126 km a noroeste de Ufa. 
População:
- 29.984 habitantes segundo o censo de 2002
- 25.264 habitantes segundo o censo de 1989